# تراسي موريس
تراسي موريس (بالإنجليزية: Tracey Morris) هي عداءة المسافات الطويلة بريطانية، ولدت في 9 سبتمبر 1967.

## وصلات خارجية
- تراسي موريس على موقع الاتحاد الدولي لألعاب القوى (الإنجليزية)
- تراسي موريس على موقع ThePowerOf10.info (الإنجليزية)
- تراسي موريس على موقع رابطة إحصائيات سباق الطريق (الإنجليزية)
- تراسي موريس على موقع أوليمبيديا (الإنجليزية)
- تراسي موريس على موقع اللجنة الأولمبية البريطانية (الإنجليزية)
- تراسي موريس على موقع اتحاد ألعاب الكومنولث (مؤرشف) (الإنجليزية)
- تراسي موريس على موقع دورة ألعاب الكومنولث 2006 (مؤرشف) (الإنجليزية)